# Roborace
Roborace — класс беспилотных автогонок, планирующий проводить заезды в рамках этапов Формулы Е (англ. FIA Formula E Championship). Цель нового класса – демонстрация возможностей искусственного интеллекта и робототехники в спорте высоких технологий.

## Обзор
Идея создания нового класса автогонок появилась в 2015 году на волне успеха Формулы Е. Организаторы чемпионата объединили силы с британской венчурной компанией Kinetik, возглавляемой Денисом Свердловым.
Серию также поддерживает компания ARRIVAL, занимающаяся разработкой электрических транспортных средств для коммерческого использования.
Первый сезон планировалось провести в рамках чемпионата Формулы Е 2016-2017 годов. Позднее старт серии был перенесен на более позднее время. В рамках еPrix Буэнос-Айреса 2017 были проведены тестовые заезды Roborace. Затем старт первой реальной гонки предполагался в декабре 2017, но затем снова был отложен.
Предполагалось, что в 10 этапах чемпионата, проходящих на тех же уличных трассах, примут участие не менее 9 команд, одна из которых будет создана при помощи краудсорсинга. Все команды должны были получить по две одинаковые машины, но могли использовать собственные вычислительные алгоритмы и технологии искусственного интеллекта. Гонки длительностью в один час должны были проходить на этапах Формулы Е.
Летом 2019 на Испанском Circuito Monteblanco состоялись первые заезды с одновременным нахождением нескольких автономных машин на трассе.

## Команды
Список команд будет обновляться по мере подачи заявок.

## Регламент
Регламент находится в разработке и будет опубликован после одобрения Международной Федерацией автоспорта (фр. FIA).

## Серия
Планируется, что чемпионат будет состоять из 10 этапов, проходящих по трассам, представляющим собой временные городские треки, сооружаемые в соответствии с требованиями FIA, непосредственно для проведения соревнований.
Формат гонки: 1 час.
Система начисления очков повторяет принятую в Формуле-1: очки получают машины, финишировавшие в первой десятке по схеме 25-18-15-12-10-8-6-4-2-1.

## Календарь первого сезона
Для проведения каждой из гонок Roborace трассы дополнительно оборудуются специальной разметкой и электронными маяками.
| Гонка          | Город           | Дата |
| -------------- | --------------- | ---- |
| Китай          | Пекин           |      |
| Малайзия       | Путраджая       |      |
| Уругвай        | Пунта-дель-Эсте |      |
| Аргентина      | Буэнос-Айрес    |      |
| Мексика        | Мехико          |      |
| США            | Лонг-Бич        |      |
| Франция        | Париж           |      |
| Германия       | Берлин          |      |
| Россия         | Москва          |      |
| Великобритания | Лондон          |      |